# Cantonul Le Muy
Cantonul Le Muy este un canton din arondismentul Draguignan, departamentul Var, regiunea Provence-Alpes-Côte d'Azur, Franța.

## Comune
- Le Muy (reședință)
- Puget-sur-Argens
- Roquebrune-sur-Argens